# سیاوش (مجموعه نمایش خانگی)
سیاوش  مجموعهٔ نمایش خانگی ایرانی به کارگردانی سروش محمدزاده محصول سال ۱۳۹۹ است که به صورت اختصاصی توسط شبکهٔ نمایش خانگی نماوا پخش شد. بازیگران اصلی آن میلاد کی‌مرام، رضا کیانیان، مجید صالحی و ترلان پروانه هستند.
تولید این مجموعه از پیش از شیوع کووید-۱۹ آغاز شد و عمده روزهای تصویربرداری آن در روزهای کرونا ادامه یافت. موسیقی متن و تیتراژ این سریال توسط مسعود سخاوت‌دوست ساخته شده و پرواز همای خواننده آن است.

## خلاصهٔ داستان
سیاوش ساقی (میلاد کی‌مرام)، کشتی‌گیر و قهرمان جهان است و نامزدش مرجان، نیاز به عمل پیوند کبد دارد. سیاوش به دلیل ناتوانی مالی در پرداخت هزینه‌های عمل نزد میلیاردری به نام نصرت (رضا کیانیان) می‌رود. نصرت از سیاوش می‌خواهد در ازای دادن پول با دخترش مارال (ترلان پروانه) عقد کند.

## بازیگران
| بازیگر          | نقش         |
| --------------- | ----------- |
| میلاد کی مرام   | سیاوش ساقی  |
| رضا کیانیان     | نصرت خالقی  |
| مجید صالحی      | صابر ساقی   |
| ترلان پروانه    | مارال خالقی |
| خسرو شهراز      | کمال ساقی   |
| گیتی قاسمی      | سیمین ساقی  |
| علیرضا جعفری    | جلال تدین   |
| مهدی حسینی نیا  | وحید        |
| محمدرضا صولتی   | معین        |
| سوگل خلیق       | جیران تدین  |
| مرجان اتفاقیان  | مرجان       |
| محمد ولی زادگان | سینا        |
| علی عامل هاشمی  | ابی         |
| مهسا باقری      | تهمینه      |
| مهدخت مولایی    | فروغ ساقی   |
| الهام جدی       | میترا       |
| رویا جاویدنیا   | سودابه      |
| ناهید مسلمی     | منیژه       |
| مرجان قمری      | مهری        |
| محمدرضا هاشمی   | کیوان       |
| یدالله شادمانی  | حبیب تدین   |
| مجید پتکی       | منصور       |
| حسین فلاح       | جواد        |
| شکوفه هاشمیان   | پوران       |